# Stenshamn
Stenshamn – wyspa w Szwecji, w gminie Karlskrona, w regionie Blekinge. Sąsiaduje od wschodu z większą wyspą Utlängan, z którą łączy ją grobla z szosą zbudowana przez wojsko w 1950.

## Położenie i transport
Należy do archipelagu Karlskrony i znajduje się we wschodniej jego części. Na wyspę można się dostać łodzią kursującą pomiędzy wyspami Wittus i Ungskär, kajakiem albo łodzią własną.

## Historia
Stenshamn była wyspą ze stałą wioską rybacką począwszy od końca XVII wieku (szczególny rozwój nastąpił po 1750). Wcześniej okresowo zaglądali tu rybacy łowiący ryby, ptaki i foki (być może już w czasach wikingów). Wieś składała się z niewielkich budynków malowanych na czerwono i krytych dachami dwuspadowymi. Zachowana jest do dziś sieć dróg dawnej osady, przy których stoją drewniane budynki mieszkalne i gospodarcze oraz szopy. Rybactwo zaczęło zanikać w latach pięćdziesiątych XX wieku.
Na wyspie znajduje się najstarszy zachowany port archipelagu, wzniesiony z budulca kamiennego w 1918. Wokół niego funkcjonują sklepy rybne i dom misyjny stanowiący nieformalne centrum osady.

## Przyroda
Okolice wyspy uznaje się za posiadające wysoką wartość przyrodniczą, m.in. stanowią ważne siedliska i obszary żerowania dla skorupiaków, ślimaków i ryb. Obserwuje się tutaj bieliki. Obszar pomiędzy Utlängan i Stenshamn jest zdominowany przez miękkie dna porośnięte m.in. rdestnicą ściśnioną. W północnej części obszaru między Stenshamn i Utlängan na dnie występuje więcej kamieni i w tym rejonie rośnie też rupia. W rejonie wyspy występuje także rdestnica grzebieniasta, rdestnica Berchtolda, wywłócznik kłosowy i taśmy.